# AMX-50
Der AMX-50 war der Prototyp eines schweren französischen Panzers im Kalten Krieg. Er entstand in Anlehnung an die deutschen Panzerkampfwagen Panther und Tiger.

## Geschichte
Nach dem Zweiten Weltkrieg verfügte Frankreich außer Beutefahrzeugen „Panzerkampfwagen V Panther“ (zwei Regimenter) aus dem Bestand der deutschen Wehrmacht und dem ARL 44 über keine modernen schweren Panzer. Der ARL 44 war in seiner Konstruktion überholt, obwohl er eine starke 90-mm-Kanone besaß. Bereits im März 1945 begannen die AMX mit dem Projekt 141, der Entwicklung eines neuen Fahrzeuges. Der daraus resultierende Prototyp M4 besaß eine 90-mm-Kanone von Schneider und orientierte sich in seiner Formgebung an dem deutschen Kampfpanzer Tiger II.
Bei dem Prototyp waren einige Verbesserungen zum Tiger II eingeflossen, so eine modernere Drehstabfederung. Der geschweißte Turm war als Wiegeturm ausgelegt. Es wurde ein neuer, 1000 PS leistender Motor von Maybach für den Prototyp entwickelt und zusammen mit einem Dieselmotor von Saurer getestet. Von 1951 bis 1952 wurden verschiedene Prototypen getestet.
Der Maybach-Motor HL 295 (29,5 l Hubraum, Benzineinspritzer, 12-Zylinder-V-Motor, Werksangabe: 780 kW (1.061 PS) bei 2800/min) wurde von Ende 1946 bis Mitte 1950 von Karl Maybach in Vernon/Frankreich mit einem Team seines Unternehmens entwickelt. Er war mit einem Hilfsmotor HL 11 (1 l Hubraum, Benzineinspritzer, Vierzylinder-Reihenmotor, 44 kW (60 PS) bei 6000/min) im Motorsattel ausgerüstet, der unter anderem dem Vorwärmen und Anlassen des Motors sowie dem Antrieb des elektrischen Generators und des Drehturmes dienen sollte. Es wurden etwa 15 Motoren gebaut. 1952 wurden der HL 295 und der HL 11 versuchsweise auf Zenith-Vergaser umgestellt. Es entstand für einen späteren AMX-50-Prototyp ebenfalls der HL 295 surbaissé ohne Hilfsmotor HL 11. Der AMX war „jedoch zu schwer“ und der „Trend ging doch zum Dieselmotor“.
Das Getriebe für den Prototyp „M 4“ wurde 1945 von der Firma Zahnradfabrik Friedrichshafen (ZF) für die französische Armee entwickelt. Es war ein modernes Fünfgang-Schaltgetriebe mit integriertem Zweiradien-Überlagerungslenkgetriebe verbaut. Der grundsätzliche Aufbau, allerdings mit einem hydrodynamischen Planetengetriebe wesentlich verbessert, findet sich später beim ZF-Getriebe 4 HP 250 des Kampfpanzers Leopard 1 wieder. Die direkt an den linken und rechten Abtrieben angebrachten Bremsen waren Argus-Vollscheibenbremsen Syst. Klaue, welche den Bremsen entsprachen, die zuvor bei den deutschen Panther- und Tiger-Panzertypen verwendet worden waren.
In der Zwischenzeit hatte die Konkurrenz zum AMX, die Firma SOMUA den SOMUA SM entwickelt. Dieser wurde bis 1953 von der Armee getestet, dann aber wegen zu vieler technischer Probleme abgelehnt.
Von 1951 bis 1958 wurden fünf Prototypen von AMX gebaut. Von 1951 bis 1955 kämpften die Ingenieure mit einem zu hohen Gewicht des Fahrzeuges, nachdem 1953 die 120-mm-Kanone von DEFA (Direction des Études et Fabrications d'Armement, Staatliches Waffentwicklungsbüro) entworfen worden war. Die Kanone sollte eingebaut werden, nachdem klar wurde, dass die 90-mm-Kanone nicht mehr gegen die IS-Serie oder den T-10 bestehen würde. 1955 wurde ein deutsches Entwicklungsteam von Maybach nach Frankreich geholt, um das Antriebsproblem zu lösen. Damals war geplant, dass das Fahrzeug bis zu 65 km/h schnell sein sollte.
Schließlich wurde das Projekt als gescheitert angesehen, nachdem es nicht gelungen war, die Probleme mit dem hohen Gewicht und der Untermotorisierung zu lösen. Stattdessen wurde in der Folgezeit der AMX-30 entwickelt, der 1966 in Produktion ging.

## Versionen
- AMX 50 100 - Eine erste Version des AMX 50 ist mit einem schwenkbaren Turm und einer 90-mm-Kanone ausgestattet, die später durch eine 100-mm-Kanone SA47 ersetzt wird. Besatzung von 5 Mann. 2 Prototypen hergestellt.
- AMX 50 120 - Eine weitere Version des AMX 50 erhielt einen neuen, vergrößerten, schwingenden Turm und eine neuartige 120-mm-Kanone SA46. Dieser Panzer basiert auf demselben Fahrgestell wie der AMX 50 100 (Fahrgestell mit der Bezeichnung „M 4“).
- AMX 50 120 (surblindé) oder AMX 70 t - Diese hochgepanzerte Version des AMX 50 120 verwendet die gleiche Bewaffnung wie der AMX 50 120, jedoch mit einem neuen, niedrigeren Schwingturm (musste mit einem konventionellen Turm ausgerüstet werden). Die spitz zulaufende Frontpanzerung war von den sowjetischen schweren Panzern IS-3 und T-10 inspiriert.
- AMX 50 120 (surbaissé) oder AMX 50 TOB[5] - Letzte Version des AMX 50 und letzte Version des AMX 50 120. Es wurde die gleiche Bewaffnung wie beim AMX 50 120 verwendet. Die Munition ist in zwei Trommeln zu je 9 Granaten aufgeteilt, d. h. 18 schussbereite Granaten, 8 weitere im Turm und 19 Granaten im Fahrgestell. Der AMX 50 120 besaß einen neuen Turm namens „Tourelle TOB 120“ für „Tourelle Oscillante Basse de 120“ (Wiegeturm 120) und ein neues gegossenes Fahrgestell.
- Jagdpanzer AMX 50 Foch - Diese Version eines Kasemattpanzers basierte auf dem „M 4“-Fahrgestell und war mit einer 120 mm SA46-Kanone ausgestattet. Es wurde nur ein Exemplar gebaut.